# اویماک (مرزیفون)
اویماک (به ترکی استانبولی: Oymak) یک منطقهٔ مسکونی در ترکیه است که در مرزیفون واقع شده‌است.